# Cuíca-d'água
A cuíca-d'água, quíca-d'água chichica-d'água ou quironecto (nome científico: Chironectes minimus) é um mamífero marsupial da família dos didelfídeos (Didelphidae). É o único membro vivo do gênero Chironectes.

## Etimologia
«Quironecto» vem do grego antigo e resulta da aglutinação dos étimos quiros- (χείρ) «mão» e -nektés (νήκτης) «nadador»., significando por isso «aquele que nada à mão». "Cuíca" provém do tupi ku'ika.

## Descrição
A cuíca-d'água é um animal pequeno, de 27 a 35 centímetros de comprimento, com uma cauda de 30 a 40 centímetros. Pesa entre 604-790 gramas. A pele é cinza marmoreada e preta, enquanto o focinho, olhos e coroa são pretos. Uma faixa mais leve desce pelas costas até as orelhas, que são arredondadas e sem pelos. Tem vibrissas nos bigodes e sob cada olho. A cauda, que é amarelada ou branca nas extremidades, tem pelo muito espesso e preto na base, mas é nua no restante. As patas traseiras são palmadas, mas as dianteiras não, e as usa para agarrar presas enquanto nada, impulsionadas por sua cauda e pés palmados. Tem pelo denso, macio e curto, de cor cinza claro e geralmente com quatro bandas largas no dorso castanho chocolate a preto. Possui uma linha dorsal preta que vai do pescoço até a cauda. Seu ventre é branco, suas orelhas são pretas arredondadas e os olhos são negros com brilho noturno amarelo. Membros posteriores longos com membrana interdigital bem desenvolvida (como adaptação à vida semiaquática); dedos longos e garras curtas, um osso da mão (o pisiforme) é alongado formando um sexto dedo acessório. Ambos os sexos têm bolsa. Ao contrário dos demais didelfídeos, não possui cloaca.
Sendo um marsupial e ao mesmo tempo um animal aquático, a cuíca-d'água desenvolveu uma forma de proteger seus filhotes enquanto nada. Um forte anel de músculo torna a bolsa (que se abre para trás) estanque, de modo que os filhotes permanecem secos, mesmo quando a mãe está totalmente imersa na água. O macho também tem uma bolsa (embora não tão impermeável quanto a da fêmea), onde ele coloca sua genitália antes de nadar.

## Distribuição
A cuíca-d'água distribui-se desde o México (no estado de Chiapas) e Caribe até o nordeste da Argentina e Uruguai. É o único marsupial aquático. Mostra uma preferência marcada por altas florestas sempre verdes ao longo de rios, córregos de tamanho médio e lagos; prefere clima quente, quente-úmido e sub-quente, de 0 a 300 metros. No México, o NOM-059-SEMARNAT-2010 considera a espécie em perigo de extinção; IUCN2019-1 como vulnerável.

## Subespécies
Quatro subespécies são descritas:
- Chironectes minimus minimus (Zimmermann, 1780)
- Chironectes minimus argyrodytes (Dickey, 1928)
- Chironectes minimus langsdorffi (Boitard, 1845)
- Chironectes minimus panamensis (Goldman, 1914)

## Conservação
No Brasil, em 2005, foi listada como criticamente em perigo na Lista de Espécies da Fauna Ameaçadas do Espírito Santo; em 2010, sob a rubrica de "dados insuficientes" no Livro Vermelho da Fauna Ameaçada no Estado do Paraná e como vulnerável na Lista de Espécies Ameaçadas de Extinção da Fauna do Estado de Minas Gerais; en 2011, como vulnerável na Lista das Espécies da Fauna Ameaçada de Extinção em Santa Catarina; em 2014, sob a rubrica de "dados insuficientes" na Lista das Espécies da Fauna Ameaçadas de Extinção no Rio Grande do Sul e como quase ameaçada no Livro Vermelho da Fauna Ameaçada de Extinção no Estado de São Paulo; e em 2018, sob a rubrica de "dados insuficientes" na Lista Vermelha do Livro Vermelho da Fauna Brasileira Ameaçada de Extinção do Instituto Chico Mendes de Conservação da Biodiversidade (ICMBio). A União Internacional para a Conservação da Natureza (UICN / IUCN), em sua Lista Vermelha, classificou a cuíca-d'água como menos preocupante por conta de sua ampla distribuição geográfica, apesar de apontar que a espécie deve estar sofrento de declínio populacional devído à perda de habitat.